# Nagyberény, Somogy
Nagyberény  este un sat în districtul Siófok, județul Somogy, Ungaria, având o populație de 1.348 de locuitori (2011). 

## Demografie
Componența etnică a satului Nagyberény
     Maghiari (93,26%)
     Romi (4,21%)
     Germani (2,25%)
     Ucraineni (0,28%)
Componența confesională a satului Nagyberény
     Romano-catolici (52,82%)
     Reformați (8,46%)
     Fără religie (5,71%)
     Atei (1,11%)
     Necunoscută (30,71%)
     Alte religii (2,97%)
Conform recensământului din 2011, satul Nagyberény avea 1.348 de locuitori. Din punct de vedere etnic, majoritatea locuitorilor (93,26%) erau maghiari, existând și minorități de romi (4,21%) și germani (2,25%).  Din punct de vedere confesional, majoritatea locuitorilor (52,82%) erau romano-catolici, existând și minorități de reformați (8,46%), persoane fără religie (5,71%) și atei (1,11%). Pentru 30,71% din locuitori nu este cunoscută apartenența confesională.